# Den fangede kvinde i ørkenen
Den fangede kvinde i ørkenen er en fransk film fra 1990 af Raymond Depardon.

## Medvirkende
- Sandrine Bonnaire
- Dobi Koré
- Fadi Taha
- Dobi Wachinké
- Badei Barka
- Atchi Wahi-Li
- Daki Koré
- Isai Koré